# 阿那亚

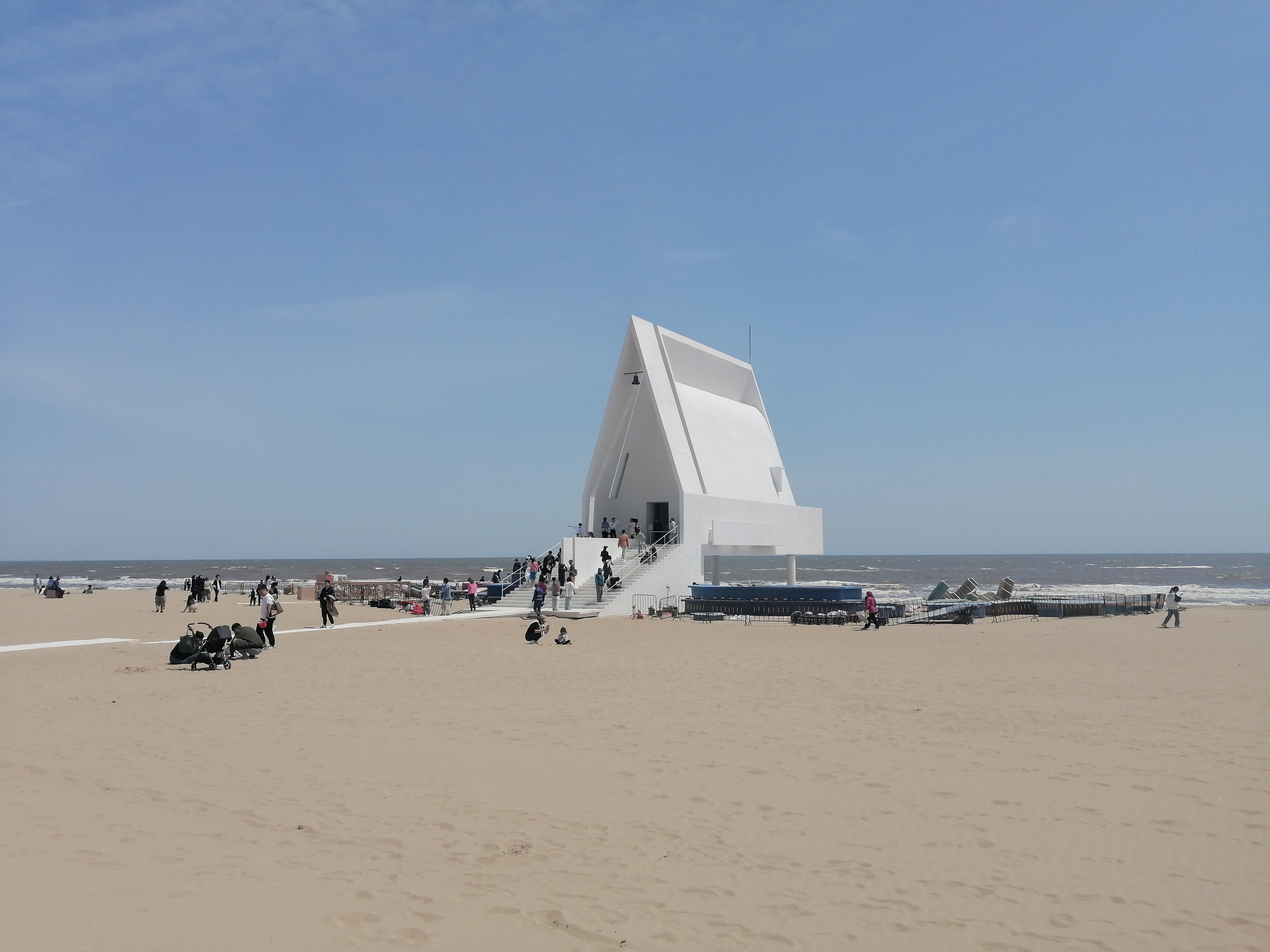
阿那亚礼堂

阿那亚，也称阿那亚街区，位于河北省秦皇岛市北戴河新区的一处旅游度假地产，占地6000多亩，创立于2013年，为国家级夜间文化和旅游消费集聚区。名称来源于梵语词汇——阿兰若，意指“人间寂静处,找回本我之地”。
2023年，阿那亚·金山岭和阿那亚·雾灵山开始运营。

## 知名建筑
- 三联书店海边公益图书馆（孤独图书馆）
- 阿那亚礼堂
- 阿那亚艺术中心
- 尤伦斯当代艺术中心沙丘美术馆
- 阿那亚山谷音乐厅
- 阿那亚剧场